# Araschnia diluta
Araschnia diluta är en fjärilsart som beskrevs av Arnold Spuler 1901. Araschnia diluta ingår i släktet Araschnia och familjen praktfjärilar. Inga underarter finns listade i Catalogue of Life.